# أوني أوجوتشيكوو
أوني أوجوتشيكوو (مواليد 13 مارس 2002) هو لاعب كرة قدم نيجيري.

## وصلات خارجية
- أوني أوجوتشيكوو على موقع رابطة كرة القدم اليابانية للمحترفين (اليابانية)
- أوني أوجوتشيكوو على موقع قاعدة بيانات كرة القدم.إي يو (الإنجليزية)
- أوني أوجوتشيكوو على موقع Soccerway.com (الإنجليزية)
- أوني أوجوتشيكوو على موقع عالم كرة القدم.نت (الإنجليزية)